# 16189 Riehl
16189 Riehl (2000 AT187) là một tiểu hành tinh vành đai chính được phát hiện ngày 8 tháng 1 năm 2000 bởi Nhóm nghiên cứu tiểu hành tinh gần Trái Đất phòng thí nghiệm Lincoln ở Socorro.